# Becky James
Rebecca "Becky" James, född den 29 november 1991 i Monmouthshire, är en brittisk tävlingscyklist.
Vid junior-VM 2009 i Moskva vann James guld i sprint och keirin samt en silvermedalj i kilometerlopp.
Hon tog OS-silver i sprint och likaså i keirin i samband med de olympiska tävlingarna i cykelsport 2016 i Rio de Janeiro..